# 岡純子
岡 純子（おか じゅんこ、1990年3月27日 - ）は、日本の女性声優。東京都出身。BLACK SHIP所属。
代表作に『SCORPION/スコーピオン』（ラルフ・ディニーン）、『グッド・ガールズ! 〜NY女子のキャリア革命〜』（シンディ・レストン）などがある。

## 来歴
2025年3月31日、同日付でオフィスPACが事業停止したことに伴い、翌4月1日付でBLACK SHIPに移籍。

## 人物
特技は書道。趣味は散歩、魚を見ること、『ドラえもん』を見ること。

## 出演
太字はメインキャラクター。

### テレビアニメ
2013年
- 恋愛ラボ（生徒、女子生徒、女子）

2016年
- 牙狼 -紅蓮ノ月-（庶民の娘）

2017年
- 牙狼-GARO- -VANISHING LINE-（2017年 - 2018年、アバター、カップル・女、娼婦、婦人B 他）

2018年
- 伊藤潤二『コレクション』（竹島麻実）
- 魔法使いの嫁（妖精）

2019年
- ブギーポップは笑わない（女生徒）

2020年
- 映像研には手を出すな!（生徒、イベント参加者）
- 宇崎ちゃんは遊びたい!
- 呪術廻戦（ギャル）

2021年
- 名探偵コナン（米花商店街組合員）
- かぎなど（観客）

2022年
- トライブナイン（水着美女）

2023年
- 永久少年 Eternal Boys（同級生の娘）

2024年
- ガールズバンドクライ（喫茶店客）

2025年
- 妃教育から逃げたい私（キャサリン）
- 神統記（テオゴニア）（ラグ村女性）
- ばいばい、アース（人形、サイレーン）

### 劇場アニメ
- 二ノ国（2019年、コトナ母）
- 金の国 水の国（2023年、ファイルーズ）

### Webアニメ
- HERO MASK（2018年、検察官、警察官E、アナウンサー）
- あの日の心をとらえて（2019年、女子高生）

### ゲーム
- モンスターハンターストーリーズ2 ～破滅の翼～（2021年、主人公〈女性〉）
- ドラゴンクエストX 眠れる勇者と導きの盟友 オフライン（2023年、ユリア妃） - 超大型拡張DLC
- グランブルーファンタジー（2023年、エルブス）
- ファイナルファンタジーVII リバース（2024年）

### 吹き替え

#### 映画
- RBG 最強の85才（クララ 他）
- 赤毛のアン
- グッド・ボーイズ
- クリスマスに降る雪は（ケリー）
- ゲームオーバー!（キャシー〈アヤ・キャッシュ〉）
- 最初に父が殺された
- サムワン・グレート -輝く人に-（ジェニー・ヤング〈ジーナ・ロドリゲス〉）
- ジェミニマン（キティ〈セオドラ・ミラン〉）
- シャザム!（クロスビー博士〈ロッタ・ロステン〉[7]）※劇場公開版
- シャザム!〜神々の怒り〜（車に乗った女[8]）
- ジュラシック・ワールド/新たなる支配者[9]
- スパイダーマン:ノー・ウェイ・ホーム[10]
- チャイルド・イン・タイム
- ブロー・ザ・マン・ダウン-女たちの協定-（プリシラ・コノリー〈ソフィー・ロウ〉）
- フロントランナー（アン・マクダニエル〈ジェニファー・ランドン〉、リン・アーマンド〈コートニー・フォード〉）
- ベビーシッターのモンスターハンティング・ガイド（ゲルマンの秘書）
- レベッカ（クラリス）

#### ドラマ
- 今、私たちの学校は…（ソナ〈イ・サンヒ〉[11]）
- ウルフ教授の科学捜査ファイル（マギー〈ナオミ・ヤン〉[12]）
- LA's FINEST/ロサンゼルス捜査官（イザベル・マッケンナ〈ソフィ・レイノルド〉）
- キム・マンドク〜美しき伝説の商人
- キングダム（ケビ・チョシ〈キム・ヘジュン〉、ムヨンの妻）
- グッド・ガールズ! 〜NY女子のキャリア革命〜（シンディ・レストン〈エリン・ダーク〉）
- ケイティ・キーン（ディディ）
- GOTHAM/ゴッサム（アリス・テッチ〈ナイアン・ゴンザレス・ノービンド〉））
- スイート・トゥース: 鹿の角を持つ少年（英語版）（ベッキー〈ステファニア・オーウェン（英語版）〉)
- シカゴ P.D.（レクシー・オリンスキー）
- 私立探偵ストライク（ルーシー、オーランドー・クイン、ブリタニー）
- SCORPION/スコーピオン（ラルフ・ディニーン〈ライリー・B・スミス〉）
- スタン・リーのラッキーマン（リリアン・ラウ〈ジン・ルージ〉）
- チェサピーク海岸（エマ）
- チェルノブイリ
- トゥー・オールド・トゥー・ダイ・ヤング（ヤリッツァ〈クリスティーナ・ロドロ〉）
- トゥルース・シーカーズ -俺たち、パラノーマル解決隊-（ヘレン〈スーザン・ウォコマ〉）
- トリンケット 〜小さな宝物〜（ラシェル）
- ニュー・アムステルダム 医師たちのカルテ（ウィタカー、ヴァレンティナ・カストロ 他）
- パニッシャー（クリスタ・デュモン〈フロリアナ・リマ〉）
- 百年の花嫁
- BELOW THE SURFACE 深層の8日間（デニース）
- フォーガットン･アーミー（ラサマ）
- ヘルプ・ミー・トッド（スーザン〈インガ・シュリングマン〉）
- ボバ・フェット/The Book of Boba Fett
- 弁護士ビリー・マクブライド
- マーベル・スタジオ アッセンブル（タラ）
- MACGYVER/マクガイバー
- メシア（レベッカ・イゲロ〈ステファニア・オーウェン〉）
- めちゃくちゃ恋するハンターズ（ハンナ・B〈チャリティ・サバンテス〉）
- リヴィエラ〜隠された真実〜（ソフィー）
- 私の国（ソ・ヨン〈チョ・イヒョン〉）
- ワンダヴィジョン

#### テレビ番組
- ウソつきはどっち!?

#### アニメ
- おさるのジョージ
- ウィッシュンプーフ!（英語版）（ローラ）
- ウィロビー家の子どもたち
- キポとワンダービーストの冒険（ソング）
- ドックはおもちゃドクター（ジャズ）
- フェイフェイと月の冒険（フェイフェイのおば 他）
- ふしぎの国 アンフィビア（フェリシア・サンデュー）
- マーベル アベンジャーズ:ブラックパンサーズ・クエスト（シュリ）
- レゴニンジャゴー ザ・ムービー
- レゴ ムービー 2（ハート爆弾）
- ロイヤルコーギー レックスの大冒険（パトモア）

### ボイスオーバー
- バーダーズ 〜渡り鳥に魅せられて〜（ガブリエラ）
- ファイナル・テーブル
- ブラジル -消えゆく民主主義-
- プロジェクト・ランウェイ14（リンジー・クリール）

### 舞台
- 風を継ぐ者
- 見よ、飛行機の高く飛べるを
- メイストーム〜花のもとにて〜（篠原まなみ）

### 初出話一覧
1. ↑  第1002話初出
2. ↑  第5話初出
3. ↑  第7話初出
4. ↑  第15話初出
5. ↑  第4話初出
6. ↑  第1話初出
7. ↑  第2話初出
8. ↑  第19話初出
9. ↑  第20話初出